# Alaranea betsileo
Espèce
Alaranea betsileo est une espèce d'araignées aranéomorphes de la famille des Cyatholipidae.

## Distribution
Cette espèce est endémique de Madagascar. Elle se rencontre dans le parc national de Ranomafana.

## Description
Le mâle holotype mesure 2,24 mm et la femelle paratype 2,24 mm.

## Publication originale
- Griswold, 1997 : The spider family Cyatholipidae in Madagascar (Araneae, Araneoidea). The Journal of Arachnology, vol. 25, p. 53-83 (texte intégral).